# Stadion Stari plac

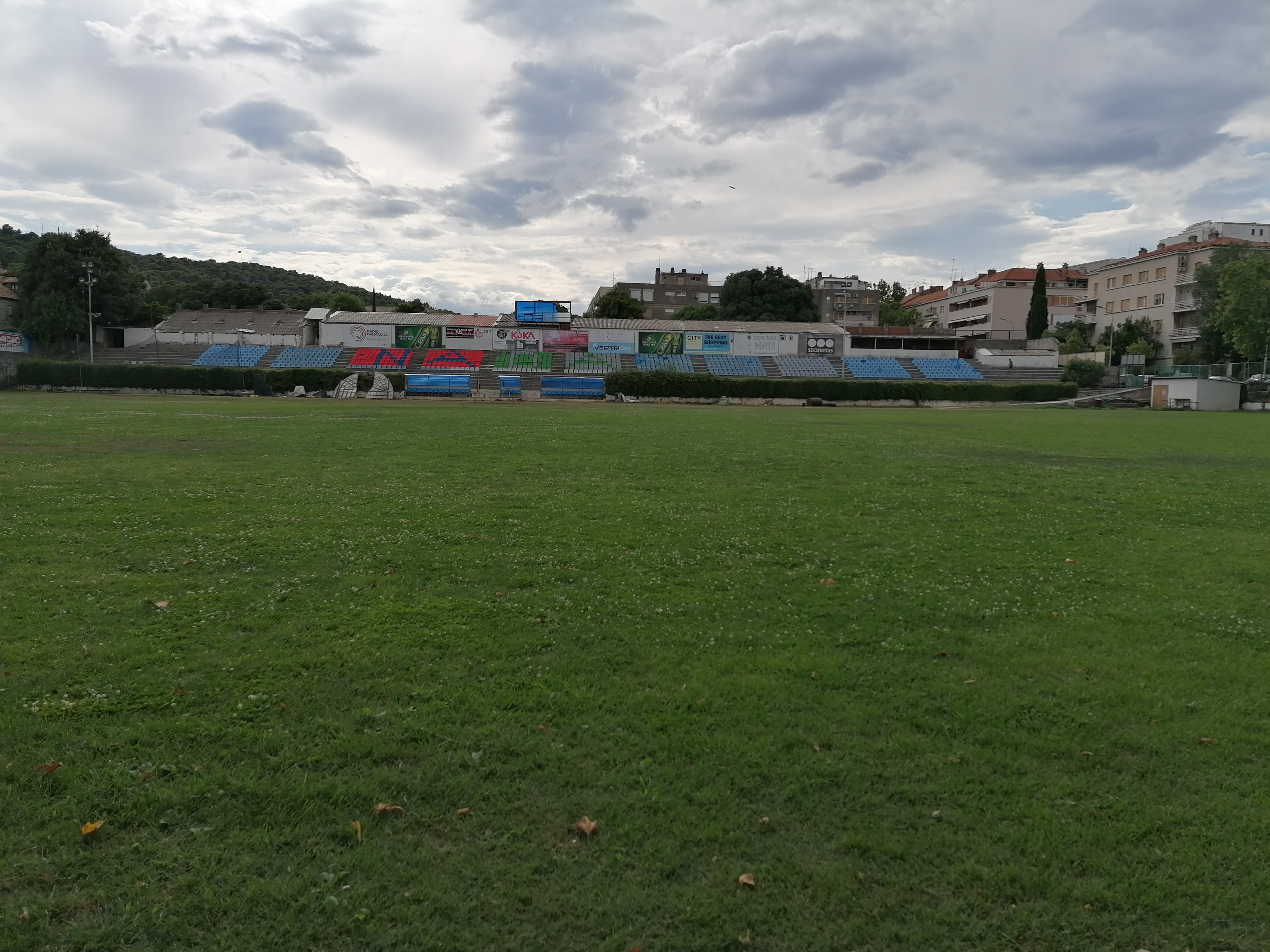
Altes Stadion heute

Das Stadion Stari plac (deutsch Alter Platz), auch bekannt unter der Bezeichnung Kod Stare Plinare (Am alten Gaswerk), in internationalen Medien häufig irrtümlich als Plinada bezeichnet, ist ein ehemaliges Fußballstadion in der kroatischen Hafenstadt Split, das dem Fußballverein Hajduk Split bis zur Errichtung des Stadion Poljud im Jahr 1979 als Heimspielstätte diente.

## Geschichte
Während der Doppelmonarchie Österreich-Ungarn befand sich auf dem Gelände ein militärischer Übungsplatz der gemeinsamen Armee. Nach Gründung des HNK Hajduk gelang es dem Verein, den Platz für sich in Anspruch zu nehmen und zu einem Fußballfeld umzurüsten. 1926 wurde die erste Holztribüne errichtet, die jedoch bereits nach nicht einmal einem Jahr durch ein Feuer zerstört wurde. Es dauerte weitere 3 Jahre, ehe eine neue Holztribüne errichtet wurde, die etwa 900 Zuschauern Platz bot. Diese Tribüne wurde während des Zweiten Weltkriegs zerstört; einerseits durch Bombardements und andererseits durch die italienischen Besatzer, die die noch erhaltenen Tribünenteile abrissen, um sie als Brennholz und für andere Zwecke zu verwenden.
Als die schlimmsten Krisenzeiten infolge des Großen Krieges überstanden waren, wurde 1949 mit der Restaurierung der Spielfläche begonnen und eine Tribüne errichtet, die rund 1400 Personen Platz bot. War die Spielfläche bisher durch einen Hartplatz gekennzeichnet, so wurde erstmals um 1960 ein Rasenplatz angelegt. Der Bau weiterer Tribünen zu einem echten kleinen Fußballstadion sollte aber erst noch später in Angriff genommen werden.
Am 4. April 1971 wurde in diesem Stadion ein Qualifikationsspiel zur Fußball-Europameisterschaft 1972 ausgetragen, in dem sich die jugoslawische Fußballnationalmannschaft mit 2:0 gegen die Niederlande durchsetzen konnte und den Grundstein zum Gruppensieg vor der Niederlande legte. Dabei gelang ausgerechnet dem in Split geborenen und bei Hajduk unter Vertrag stehenden Jurica Jerković der Führungstreffer zum 1:0 in der 8. Spielminute.
Die letzte Begegnung im Stari plac war ein am 5. September 1979 ausgetragenes Punktspiel um die jugoslawische Fußballmeisterschaft der Saison 1979/80 zwischen den beiden erfolgreichsten kroatischen Vereinen Hajduk Split und Dinamo Zagreb, das 1:1 endete und bei dem Mišo Krstičević das letzte Tor für Hajduk in diesem Stadion erzielte.